# Kyyykhly
Kyyykhly är en ort i Azerbajdzjan.   Den ligger i distriktet Daşkəsən Rayonu, i den västra delen av landet, 300 km väster om huvudstaden Baku. Kyyykhly ligger 1 555 meter över havet och antalet invånare är 340.
Terrängen runt Kyyykhly är varierad. Närmaste större samhälle är Yelenendorf, 18,3 km nordost om Kyyykhly.
I omgivningarna runt Kyyykhly växer i huvudsak lövfällande lövskog. Runt Kyyykhly är det ganska tätbefolkat, med 52 invånare per kvadratkilometer.